# Gabriele Kühn
Gabriele Kühn (nacida como Gabriele Lohs, 11 de marzo de 1957) es una deportista de la RDA que compitió en remo.
Participó en dos Juegos Olímpicos de Verano en los años 1976 y 1980, obteniendo dos medallas, oro en Montreal 1976 y oro en Moscú 1980. Ganó dos medallas en el Campeonato Mundial de Remo, oro en 1977 y plata en 1978.

## Palmarés internacional
| Juegos Olímpicos   | Juegos Olímpicos          | Juegos Olímpicos | Juegos Olímpicos   |
| Año                | Lugar                     | Medalla          | Prueba             |
| ------------------ | ------------------------- | ---------------- | ------------------ |
| 1976               | Montreal (Canadá)         | Medalla de oro   | Cuatro con timonel |
| 1980               | Moscú (URSS)              | Medalla de oro   | Ocho con timonel   |
| Campeonato Mundial |                           |                  |                    |
| Año                | Lugar                     | Medalla          | Prueba             |
| 1977               | Ámsterdam (Países Bajos)  | Medalla de oro   | Ocho con timonel   |
| 1978               | Cambridge (Nueva Zelanda) | Medalla de plata | Ocho con timonel   |